# Інститут проблем машинобудування імені А. М. Підгорного НАН України
Інститут проблем машинобудування імені А. М. Підгорного НАН України (ІПМаш) — науково-дослідна установа у складі Відділення фізико-технічних проблем енергетики Національної академії наук України, що займається фундаментальними і прикладними науковими дослідженнями у галузі енергетики та машинобудування.
Інститут створено у 1972 році. З 1996 року він має ім'я свого засновника і першого директора Анатолія Підгорного. З 2016 року інститут очолює Андрій Русанов.

## Напрями наукових досліджень
- Оптимізація процесів в енергетичних машинах та вдосконалення їх конструкцій
- Енергозберігаючі технології та об'єкти нетрадиційної енергетики
- Прогнозування надійності, динамічної міцності та ресурсу енергетичного обладнання
- Моделювання та комп'ютерні технології в енергетичному машинобудуванні

## Структура
- Відділ надійності та динамічної міцності
- Відділ вібраційних і термоміцнісних досліджень
- Відділ оптимізації процесів і конструкцій турбомашин
- Відділ гідроаеромеханіки енергетичних машин
- Відділ загальнотехнічних досліджень в енергетиці
- Відділ магнетизму технічних об'єктів
- Відділ водневої енергетики
- Відділ нетрадиційних енерготехнологій
- Відділ математичного моделювання й оптимального проєктування
- Відділ моделювання та ідентифікації теплових процесів в енерготехнологічному обладнанні

## Історія
У 1939 році в Харкові, що вже тоді був великим машинобудівним та науковим центром, за ініціативи академіків Академії наук Української РСР Василя Хрущова та Георгія Проскури був створений Інститут енергетики АН УРСР.
Після низки організаційних та географічних трансформацій, пов'язаних з війною, до Харкова у 1948 році повернулася група вчених під керівництвом Георгія Проскури, яка утворила Лабораторію швидкохідних машин і механізмів АН УРСР. З 1954 року лабораторію очолив учень Проскури — Анатолій Філіппов. Із 1955 року вона стала називатися Лабораторією гідравлічних машин, в 1964 році її реорганізовано у філіал Інституту механіки АН УРСР, а в 1970 — у філіал Інституту технічної теплофізики АН УРСР. У 1971 році керівником філіалу став Анатолій Підгорний, завдяки ініціативі якого у 1972 році цей філіал був перетворений в окремий Інститут проблем машинобудування АН УРСР (ІПМаш АН УРСР).
ІПМаш АН УРСР був потужним науково-технічним комплексом, до складу якого входив власне інститут, спеціальне конструкторсько-технологічне бюро (СКТБ) та дослідне виробництво (ДВ). У 80-х роках інститут складався з 4 відділень (енергетичних машин — керівник Леонід Шубенко-Шубін, двигунів і перспективних джерел енергії — Анатолій Підгорний, міцності та надійності — Анатолій Філіппов, математичного та фізичного моделювання — Володимир Рвачов), 16 наукових відділів, у ньому працювали 585 співробітників, а разом з СКТБ і ДВ — 1280 осіб. В інституті функціонували дві спеціалізовані вчені ради із захисту докторських та кандидатських дисертацій і чотири науково-технічні проблемні ради.
В 50-ті роки вчені займалися розробкою нових гідротурбін, в 60-ті — задачами вдосконалення парових і газових турбін і методами їх проектування, в 70-ті — пошуком альтернативних енерготехнологій, в 80-ті — задачами подовження термінів служби працюючих енергоблоків, їхнього діагностування та прогнозування залишкового ресурсу, в 90-ті роки — питаннями енергонезалежності та сталого функціонування енергетичної галузі країни.
Зокрема, у 1961 році під керівництвом Леоніда Шубенка-Шубіна розроблено й введено в експлуатацію першу у світі парову турбіну «СКР-100» потужністю 100 МВт із суперкритичними початковими параметрами пари (29,4 МПа та 650°С), що дозволило збільшити ККД енергоблока в цілому.
В 1962 році в інституті створено перший серед академічних установ Харкова обчислювальний центр.
Велику роль у розвитку математичного й фізичного моделювання відіграв Володимир Рвачов. У 60-х роках він запропонував теорію R-функцій, що відкрила нові способи розв'язання важливих проблем прикладної математики, аналітичної геометрії, математичної фізики та математичного програмування. За їх допомогою Рвачов зумів побудувати рівняння границі об'єкта, тобто розв'язав обернену задачу аналітичної геометрії. Ним створено теорію неархімедових обчислень та нові методи моделювання фізичних процесів на її основі. Теорія R-функцій стала основою для розробленої в інституті технології програмування проблемно-орієнтованою мовою, близькою до природної математичної. Цю технологію реалізовано у вигляді системи «ПОЛЕ», що скоротила трудовитрати під час моделювання фізико-механічних полів в областях складної форми.
У 70-х роках розроблено серію парових турбін для ТЕС, у тому числі турбіну потужністю 300 МВт з робочою лопаткою останнього ступеня довжиною 1050 мм. На час створення ця турбіна за показниками енергоефективності була найкращою у світі. Крім того, було закладено базу, а згодом створено серію тихохідних турбін на 1500 об/хв для АЕС потужністю 500, 750 та 1000 МВт.
За ініціативою Анатолія Підгорного в 1972 році в інституті створено метрологічний підрозділ.
У 1978 році була створена Лабораторія оборотних гідромашин, де були розроблені моделі гідротурбін і оборотних радіально-осьових гідромашин, що були використані Турбоатомом під час створення гідроагрегатів для ГЕС і ГАЕС в Україні та за кордоном. До розробок цієї лабораторії також відноситься проточна частина оборотної гідротурбіни Дністровської ГАЕС. Ця насос-турбіна має найбільшу в Європі одиничну потужність і один з найкращих ККД у світі.
Під керівництвом Георгія Соколовського (пізніше — Віталія Гнесіна) розроблено математичні моделі просторових стаціонарних і нестаціонарних течій рідини та газу через лопаткові апарати турбомашин. На базі цих розробок Сергієм Єршовим і Андрієм Русановим в середині 90-х років ХХ століття був створений програмний комплекс FlowER, який дотепер залишається основним інструментом під час виконання розрахунків просторових в'язких течій в проточних частинах турбомашин для багатьох енергомашинобудівних підприємств.
Окрім застосування методів механіки та міцності у традиційній для інституту енергомашинобудівній тематиці у відділі міцності тонкостінних конструкцій під керівництвом Бориса Кантора проводилися дослідження з біомеханіки серцево-судинної системи.
Анатолій Підгорний став ініціатором створення нового для інституту наукового напряму — водневої енергетики. Він також ініціював дослідження інших напрямів нетрадиційної енергетики, зокрема, створення й удосконалювання теплонасосних установок.
У 1996 році засновник і перший директор інституту Анатолій Підгорний пішов з життя. Того ж року інституту було присвоєно його ім'я. Інститут очолив Юрій Мацевитий.
В 2000 році створено науково-технічний концерн «ІПМаш НАН України».
З 2016 року інститут очолює Андрій Русанов.
У різні роки науковці інституту отримували державні нагород та премії за свою діяльність. Зокрема:
- Володимир Рвачов, Григорій Манько, Микола Синєкоп, Анатолій Слесаренко, Юрій Стоян, Тетяна Шейко за роботу «Створення, розвиток і впровадження в народне господарство теорії R-функцій» отримали Державну премію Української РСР в галузі науки і техніки 1980 року.
- Анатолій Філіппов, Юрій Воробйов, Борис Кантор, Анатолій Підгорний за цикл робіт в галузі міцності енергетичних машин та впровадження їх в практику турбобудування отримали Державну премію Української РСР в галузі науки і техніки 1984 року.
- Юрій Мацевитий, Андрій Русанов, Віктор Соловей, Микола Шульженко, Володимир Голощапов, Павло Гонтаровський, Андрій Костіков, Вадим Цибулько за роботу «Підвищення енергоефективності роботи турбоустановок ТЕС і ТЕЦ шляхом модернізації, реконструкції та удосконалення режимів їхньої експлуатації» отримали Державну премію України в галузі науки і техніки 2008 року.

Інститут разом з Харківським національним університетом імені В. Н. Каразіна заснували фізико-енергетичний факультет подвійного підпорядкування у складі трьох кафедр: фізики нетрадиційних енерготехнологій та екології, теплофізики та молекулярної фізики, інформаційних технологій у фізико-енергетичних системах. На базі інженерно-фізичного факультету Національного технічного університету «Харківський політехнічний інститут» створено спільну з ІПМаш кафедру гідроаеромеханіки та тепломасообміну.
В ІПМаш НАН України працює докторантура й аспірантура. Інститутом готує докторів філософії за спеціальностями 113 Прикладна математика, 142 Енергетичне машинобудування, 144 Теплоенергетика. В інституті функціонують дві спеціалізовані вчені ради з захисту докторських та кандидатських дисертацій з чотирьох спеціальностей, дві науково-технічні проблемні ради, видається міжнародний науково-технічний журнал «Проблемы машиностроения».
Станом на травень 2022 року в ІПМаш імені А. М. Підгорного НАН України працює 251 співробітник.
У січні 2022 року до інституту приєднано Інститут технічних проблем магнетизму НАН України.

### Директори інституту
- Підгорний Анатолій Миколайович (1972—1996)
- Мацевитий Юрій Михайлович (1996—2016)
- Русанов Андрій Вікторович (з 2016)